# 小行星14040
小行星14040（14040 Andrejka）是一颗绕太阳运转的小行星，为主小行星带小行星。该小行星于1995年8月23日发现。

## 轨道参数
小行星14040的轨道半长轴为2.1776362 UA，离心率为0.112。